# Шарпиловка (Гомельская область)
Шарпиловка (бел. Шарпі́лаўка) — деревня в Гомельском районе Гомельской области Республики Беларусь. Административный центр Шарпиловского сельсовета.

## География

### Расположение
В 37 км на юг от Гомеля и в 15 км от железнодорожной станции на линии Гомель-Пассажирский — Чернигов.

### Гидрография
На реке Сож (приток Днепра).

## Транспортная система
Транспортная связь по просёлочной, а затем по автомобильной дороге Новая Гута — Гомель.
В деревне 280 жилых домов (2004 год). Планировка складывается из слегка выгнутой длинной, меридиональной направленности, улицы. Параллельно ей на востоке проходит короткая улица, а на западе короткая улица с переулком. Жилые дома деревянные, усадебного типа.

### Улицы
- 40 лет Октября
- 50 лет Октября
- Молодёжная
- Советская
- Центральная

## История

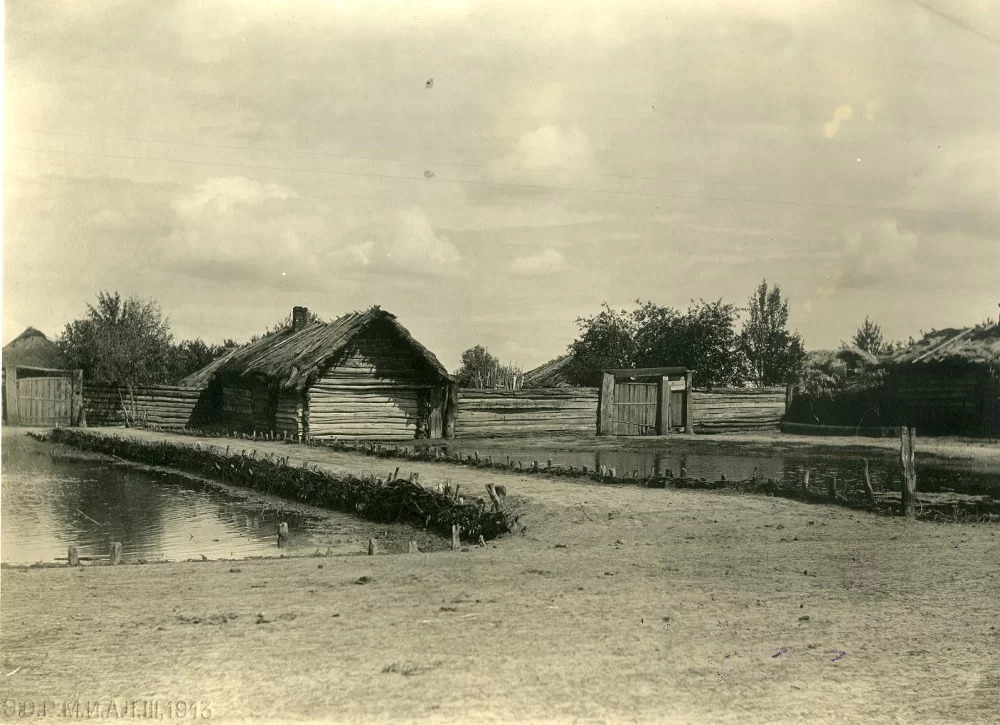
Шарпиловка, дорога через озерцо. Фото Вячеслава Костко, 1903—1904 гг.

Согласно письменным источникам деревня известна с XVIII века как деревня в Речицком повете Минского воеводства Великого княжества Литовского. После 1-го раздела Речи Посполитой (1772 год) в составе Российской империи. С 1775 году деревня находилась во владении фельдмаршала графа П.А. Румянцева-Задунайского. С 1834 года владение фельдмаршала графа И. Ф. Паскевича. В 1811 году в Белицкого уезда Могилёвской губернии. В 1833 году в Хоминской экономии Гомельского имения. С 1880 года действовал хлебозапасный магазин. В 1897 году школа грамоты, хлебозапасный магазин, 2 ветряные мельницы, 2 круподёрки, кузница, корчма. В Дятловичской волости Гомельского уезда Могилёвской губернии. Действовало народное училище (в 1907 году 60 учеников). В 1908 году действовала церковь.
В 1926 году действовали почтовый пункт, школа, лавка.
С 8 декабря 1926 года центр Шарпиловского сельсовета Дятловичского, с 4 августа 1927 года Гомельского, с 10 февраля 1931 года Лоевского, с 25 декабря 1962 года Речицкого, с 15 января 1964 года Гомельского районов Гомельского (до 26 июля 1930 года) округа, с 20 февраля 1938 года Гомельской области.
В 1930 году организован колхоз «Оборона страны». Работали 2 ветряные мельницы, 2 кузницы, 2 конные круподёрки.
Во время Великой Отечественной войны оккупанты сожгли деревню и убили 26 жителей. В боях за деревню и окрестности в сентябре — октябре 1943 года погибли 284 солдата 65-й армии, которые похоронены в братской могиле в центре деревни. На фронтах и в партизанской борьбе погибли 175 жителей деревни. Шарпиловка была освобождена 18 октября 1943 года.
В 1959 году центр совхоза «Междуречье». Размещены швейная мастерская, средняя школа, Дом культуры, 2 библиотеки, детский санаторий «Верасок», комплексный приёмный пункт, фельдшерско-акушерский пункт, детский сад-ясли, отделение связи, столовая, 5 магазина, баня.

## Население

### Численность
- 2004 год — 280 дворов, 749 жителей

### Динамика
- 1788 год — 62 жителя
- 1798 год — 73 жителя
- 1811 год — 95 жителей мужского пола, 28 дворов
- 1833 год — 97 ревизских душ
- 1885 год — 492 жителя, 109 дворов
- 1897 год — 1021 житель, 147 дворов (согласно переписи)
- 1908 год — 1340 жителей, 169 дворов
- 1926 год — 246 дворов
- 1959 год — 961 житель (согласно переписи)
- 2004 год — 749 жителей, 280 дворов
- 2009 год — 581 жителей (перепись населения)
- 2019 год — 479 жителей (перепись населения)

## Достопримечательность
- Братская могила (1943) —  Историко-культурная ценность Республики Беларусь, шифр 313Д000230.
- Памятник воинам-освободителям.
- Храм Святой Троицы.

## Этнография и археология
В 1903—1904 годах Шарпиловку посетил этнограф Вячеслав Костко, который сделал фотографии поселения и жителей. Язык жителей Шарпиловки зафиксирован в «Материалах для диалектного словаря Гомельщины» (1975—1982).
В начале XX века было записано городище между Шарпиловкой и Хоминкой.

## Известные лица
- Гречаников, Анатолий Семёнович — белорусский поэт и переводчик.
- Харламов, Иван Фёдорович — белорусский учёный в области педагогики.